# Кумшацкое
Кумшацкое (укр. Кумшацьке) — посёлок в Шахтёрском районе Донецкой области Украины. Под контролем самопровозглашённой Донецкой Народной Республики.

## География

#### Соседние населённые пункты по странам света
С: Никишино
СЗ: Данилово, Ильинка, Каменка, Ольховатка
СВ: Круглик
З: Полевое, Весёлая Долина
В: Димитрова, Весёлое, Тимофеевка
ЮЗ: Орлово-Ивановка
ЮВ: Стрюково, Рассыпное
Ю: —

## Население
Население по переписи 2001 года составляло 158 человек.

## Общие сведения
Почтовый индекс — 86220. Телефонный код — 6255. Код КОАТУУ — 1425285605.

## Местный совет
86220, Донецкая область, Шахтёрский р-н, с. Никишино, ул. Колхозная, д. 1